# Rivière Nicobi
Pour les articles homonymes, voir Nicobi.
Ne doit pas être confondu avec Nicobium.
La rivière Nicobi est un affluent de la rivière Opawica, via le lac Lichen, coulant dans la municipalité d'Eeyou Istchee Baie-James, dans la région administrative du Nord-du-Québec, au Québec, au Canada.
Les routes forestières R1015 (sens nord-sud) et la R1051 (sens est-ouest) sont les plus rapprochées du côté Sud de la vallée de la rivière Nicobi. Tandis que le côté nord est desservi par la route 113 qui relie Lebel-sur-Quévillon à Chibougamau.

## Géographie
Les bassins versants voisins de la rivière Nicobi sont :
- côté nord : lac Lichen, rivière Opawica, lac Wachigabau ;
- côté est : lac Lichen, ruisseau Margry, ruisseau Germain ;
- côté sud : lac Nicobi, rivière Wetetnagami ;
- côté ouest : rivière O'Sullivan, lac Malouin, lac Pusticamica, rivière Opawica.

La rivière Nicobi prend naissance à la décharge du lac Nicobi (altitude : 336 m). Ce lac s'alimente surtout par le sud avec les eaux de la rivière Wetetnagami. La rive sud-est du lac comporte une zone de marais. La décharge du lac est située sur la rive nord-ouest, près d'une île.
Le cours de la rivière Nicobi coule sur environ 11 km vers le nord à travers quelques zones de marais et en traversant plusieurs séries de rapides dans sa moitié inférieure. La rivière Nicobi se déverse sur la rive sud-est du lac Lichen lequel est traversé vers le sud-ouest par la rivière Opawica.
Cette dernière s'écoule d'abord vers le sud-ouest, puis vers le nord où elle traverse le lac Wachigabau. Puis la rivière Opawica s'oriente vers l'ouest en traversant le lac Opawica, puis bifurque vers le Nord jusqu'à sa confluence avec la rivière Chibougamau ; cette confluence constituant la source de la rivière Waswanipi. Le cours de cette dernière coule vers l'ouest et traverse successivement la partie nord du lac Waswanipi, le lac au Goéland et le lac Olga, avant de se déverser dans le lac Matagami lequel se déverse à son tour dans la rivière Nottaway, un affluent
de la Baie de Rupert (Baie James).
La confluence de la rivière Nicobi avec la rivière Opawica est située au sud-est de la route 113 et au nord-est du  de Lebel-sur-Quévillon.

## Histoire
Jadis ce territoire a été occupé selon les périodes par les Attikameks, les Algonquins et les Cris. Ce hydronyme est indiqué sur une carte géographique datée de 1950. En langue innue, Nicobi, comme Nicabau (nekupau), signifierait « avec pointes de terre couvertes de foin ou boisées d'aulnes ».
Le toponyme Rivière Nicobi a été officialisé le 5 décembre 1968 à la Commission de toponymie du Québec, soit lors de sa création.